# Cephalorchis
Cephalorchis là một chi thực vật có hoa trong họ Lan.